# Kosmos 125
Kosmos 125 (również:US-A ros Управляемый Спутник Активный) – prototyp radzieckiego satelity rozpoznawczego typu RORSAT. Drugi z serii prototypowych satelitów został wyniesiony na orbitę w lipcu 1966 roku. 

## Budowa i działanie
Celem misji było przetestowanie głównych komponentów przyszłych satelitów rozpoznawczych typu US-A, z wyjątkiem źródła energii, które w docelowych satelitach zapewniał reaktor jądrowy, a w prototypie standardowy zestaw baterii chemicznych .

## Misja
Misja satelity rozpoczęła się 20 lipca 1966 roku, kiedy rakieta Sojuz-Wostok 11A510 wyniosła z kosmodromu Bajkonur satelitę Kosmos 125 na niską orbitę okołoziemską . Po znalezieniu się na orbicie satelita otrzymał oznaczenie COSPAR 1966-067A .
Kontakt z satelitą został utracony po wykonaniu 52 okrążenia Ziemi, prawdopodobnie z powodu awarii zasilania . Satelita spłonął w górnych warstwach atmosfery 2 sierpnia 1966 roku .